# ビッラ・モレッティ

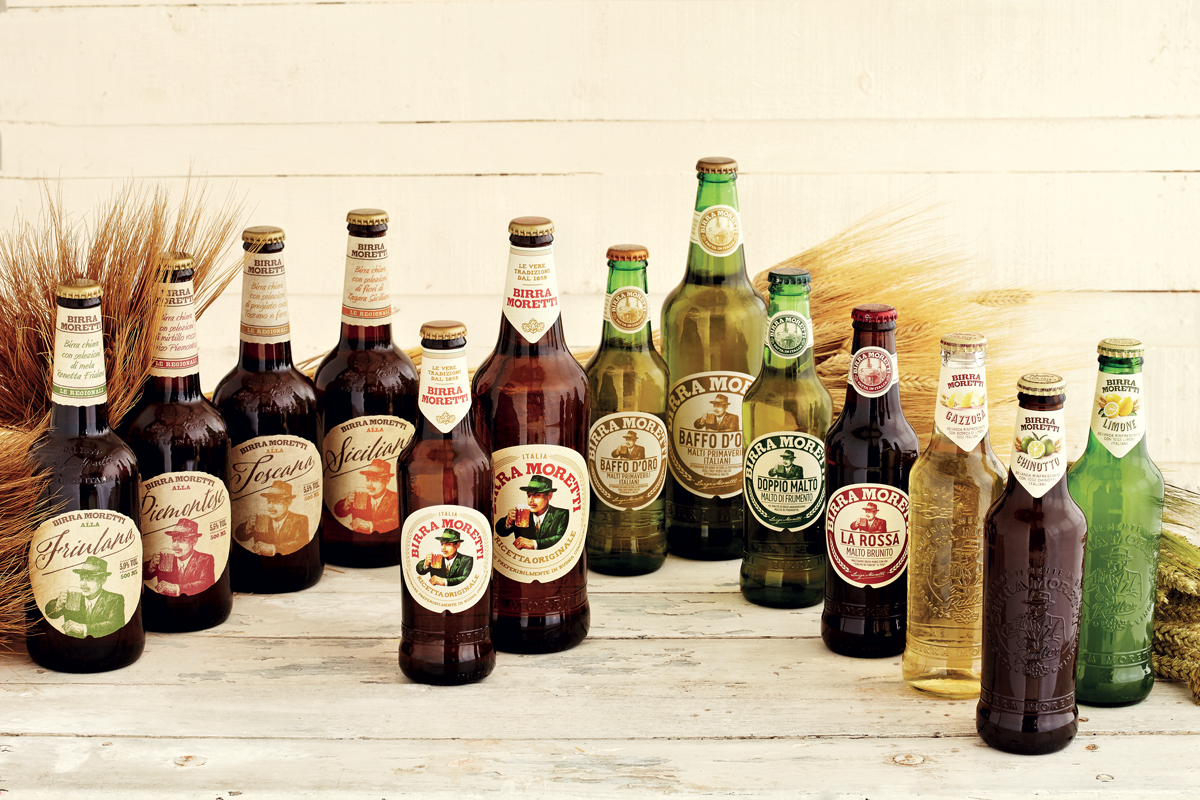
モレッティのラインナップ

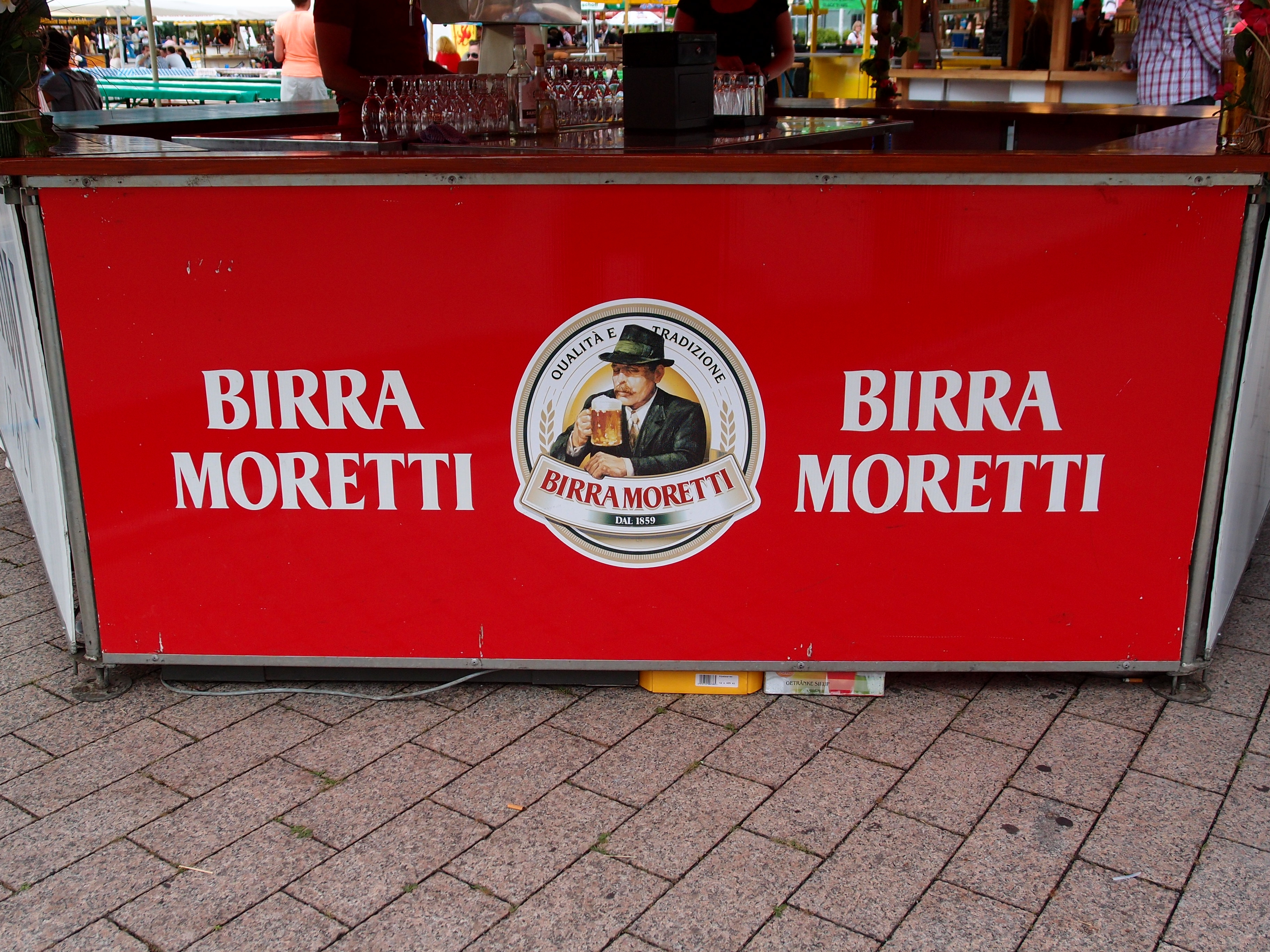
モレッティ

ビッラ・モレッティ（Birra Moretti）は、イタリア産のビール醸造会社。
現在ではハイネケンのブランドのひとつ。

## 歴史
1859年、ルイジ・モレッティ（Luigi Moretti）によって、フリウリ＝ヴェネツィア・ジュリア州ウーディネ（当時はオーストリア帝国領）でビール醸造と製氷工場として設立される。年間25万リットルの醸造が期待され、これは州内の需要を賄うのに十分な量であった。
モレッティ家は1989年まで醸造所の経営権を所有していたが、他の醸造所に売却され、1996年にはオランダのハイネケンによって買収されることになる。ハイネケンはモレッティの商標も所有している。ウーディネに創業された醸造所は、同州のサン・ジョルジョ・ディ・ノガーロに移設され、1992年に閉鎖された。

## 商品展開
- モレッティ・ラウテンティカ（Moretti L'autentica）
- モレッティ・ドッピオマルト（Moretti Doppio Malto）
- モレッティ・ラ・ビアンカ（Moretti La Bianca）
- モレッティ・ラ・ロッサ（Moretti  La Rossa）